# 543 (số)
543 (năm trăm bốn mươi ba) là một số tự nhiên ngay sau 542 và ngay trước 544.

## Trong toán học
- 543 là một số xuôi ngược trong cả hệ cơ số 11 và cơ số 12.